# Kappa Eridani
Désignations
Kappa Eridani (κ Eridani / κ Eri) est une étoile de la constellation de l'Éridan. Elle est visible à l'œil nu avec une magnitude apparente de 4,25. L'étoile présente une parallaxe annuelle de 6,42 mas mesurée par le satellite Hipparcos, ce qui permet d'en déduire qu'elle est distante d'environ ∼ 510 a.l. (∼ 156 pc) de la Terre. Elle s'éloigne du Système solaire à une vitesse radiale de +25,5 km/s.
Kappa Eridani apparaît être une étoile sous-géante bleu-blanc de type spectral B7 IV en train d'évoluer hors de la séquence principale. Elle est cinq fois plus massive que le Soleil et elle est âgée de 93 millions d'années. Le rayon de l'étoile est six fois plus grand que le rayon solaire, elle est 1 175 fois plus lumineuse que le Soleil et sa température de surface est de 14 700 K. Elle apparaît tourner sur elle-même à une vitesse de rotation projetée de 10 km/s.